# Ramses VII
Ramses VII  is de zesde Farao uit de 20e dynastie van Egypte (Nieuwe Rijk) en regeerde (ca.) 1143 - 1136 v.Chr. Hij volgde zijn vader Ramses VI op en werd opgevolgd door Ramses VIII.

## Familie
Ramses VII was een zoon van farao Ramses VI en koningin Noebchesbed. Hij had ook nog enkele broers: Amon-her-chepsjef, Pa-neb-en-kemit, en een zuster: Iset (Isis).
Samen een onbekende koningin kregen ze een kind dat eveneens Ramses heette. Op een Ostrakon nu in het Louvre wordt melding gemaakt voor de fundatie van de tombe voor de zoon van Ramses VII.

## Regering

### Naam
Zoals met alle koningen die Ramses heette is het een vereenvoudigde westerse geboortenaam van de koning, een naam die de koning nooit zelf droeg.
Bij de kroning tot farao nam hij de volgende vijfvoudige koningsnaam aan:
- Horusnaam: Kanacht Anemnesoe ("Sterke stier, glorieus der koningen").
- Nebtynaam: Mek-kemet Oeafchastioe ("Beschermer van Kemet, hij die vreemdelingen laat verdwijnen").
- Gouden Horus: Oeser-renepoet mi-Atoem ("De gouden valk, rijk in jaren als Atoem ").
- Geboortenaam: Ra-mesi-soe It-Amon-Netjer-Heka-Ioenoe ("Geboren uit Ra; Vader Amon; De god; Heer van Heliopolis").
- Troonnaam: Neb-Maät-Re Meriamon ("Heer van orde is Re, Geliefd door Amon").

### Graf
Na de dood van Ramses VII werd hij begraven in tombe DK 1, in de Vallei der koningen te Thebe. Zijn mummie werd nooit meer teruggevonden. In de "Koninklijke Chache" van DB320 werden alleen vier bekers gevonden met de naam van de farao.